# Godzimira
Godzimira – żeńska forma imienia Godzimir, nienotowana w źródłach staropolskich.